# 剣幸
剣 幸（つるぎ みゆき、1954年3月2日 - ）は、日本の女優。元宝塚歌劇団月組トップスター。
本名、赤田明美。富山県富山市出身。富山県立富山工業高等学校卒業。公称身長162センチ、血液型O型。愛称「ウタコ」。オフィス・エイツー所属。
趣味は「ものを作ること全般」、特にジグソーパズル、編み物、料理。

## 略歴
高校卒業を待ち宝塚音楽学校受験・合格、1974年宝塚歌劇団に入団。60期生。『虞美人』で初舞台。
インテリアや建築を学びたくて工業高等学校に進学したが、実際には机に向かって製図を描く毎日で、自分には合わず体を動かす仕事をしたいと思うようになった。以前からNHK『歌のグランド・ショー』に宝塚スターが毎週出演しているのを見ていて、きらびやかな世界に憧れを持ち宝塚音楽学校の受験を決めた。
受験科目のバレエは近くの教室に半年通い、声楽は音楽の授業がなかったため、何も練習せず受験に臨んだ。声楽は、あまりにひどく試験官の演出家・内海重典が椅子から転げ落ち、面接では他の受験生がバレエ、モダンダンス、スパニッシュダンス等を披露するなか側転しか出来なかった。当然、落ちたと思い合格発表を見に行かなかったが、母が念のため確認に行くと受験番号があり慌てて駆け付けたものの入学説明会に遅刻してしまった。最後列の空席についたが、後に成績順だと分かり後ろから4番目であった。
入学後は自分なりに頑張り、13番で卒業できた。
芸名は出身地の富山県を代表する山のひとつである剱岳に由来。「剱岳のような険しい頂を目指してほしい」と富山工業高等学校の恩師から芸名をもらった。同期に元女優の遥くらら（元星組・雪組娘役トップ）、大浦みずき（元花組男役トップ）、磯野千尋（元花組組長）がいる。月組に配属された。
1974年9月から関西テレビ『ザ・タカラヅカ』にレギュラー出演するユニット「バンビーズ」の第11期生に選ばれ、1年間、舞台を離れテレビで活動した。
舞台に復帰後、1976年の『ベルサイユのばらIII』配役変更公演の小公子や1977年の『風と共に去りぬ』（初演）新人公演アシュレ役と役付きも着実にランクアップし、1978年に当時のトップスターにして副組長兼任だった榛名由梨主演『隼別王子の叛乱』で新人公演初主演。
1979年には『宝塚テレビロマン・はいからさんが通る』に青江冬星役で出演。また、いずみたくに歌唱力を認められ、1983年よりレコード、CDを数枚リリースしている。
ステージに関しては一徹で厳格であったが、オフステージではファンのみならず多くの仲間に親切で気遣いを欠かさなかったという（久世星佳、麻路さき、若央りさ、轟悠、真織由季、天海祐希など月組所属であったものの談話より）。
1985年、大地真央の後を受け月組のトップスターに就任。相手役はこだま愛、トップ披露公演は『ときめきの花の伝説 / ザ・スイング』。
以降1990年まで5年間トップを務め、『ME AND MY GIRL』の1年間続演は宝塚史上初となった。
1990年サヨナラ公演『川霧の橋 / ル・ポアゾン 愛の媚薬』東京公演千秋楽をもってこだま共々退団した。
宝塚退団後は、舞台を中心にコンサートや映像、また2010年からは故郷・富山にてラジオパーソナリティや映画の吹き替えをこなすなど活動の幅を広げている。一時期、舞台以外の活動では平仮名の「つるぎみゆき」名義で出演していた。
2011年から2015年までオーバード・ホール名作ミュージカル上演シリーズの全作品に出演。2012年の『ハロー・ドーリー!』は好評により翌年、富山と東京で再演され読売演劇大賞優秀女優賞を受賞した。
2015年、前年に創立された「宝塚歌劇の殿堂」の殿堂入り選考において、タカラジェンヌでは高峰妙子とともに殿堂入りを果たした。

## 人物・エピソード
下級生時代、幾度となく野川由美子と人違いされた。これには剣と野川の顔立ちが似ていることと、共に生活圏が関西地方にあったこと も背景にあった。
大の魚嫌いである。一番嫌いなものはちりめんじゃこで「死骸の山」だと本人談。共演者にちりめんじゃこを化粧前の鏡に貼られたり、引き出しに置かれる悪戯を度々された。
1988年、榛名の退団公演『戦争と平和』（星組・宝塚大劇場公演）でのサヨナラショーの際、女役の扮装をした剣が登場し榛名とデュエットダンスを踊る、という"サプライズ"があった。他組の現役トップの、しかも女役としての特別出演だった。
2009年12月2日に行われた宝塚60期生同期であった大浦みずき（同年11月14日死去）のお別れ会の弔辞は三浦朱門、阿川佐和子、植田紳爾、剣が担当した。

## 宝塚歌劇団時代の主な活動

### 舞台 (月組時代)
- 1976年5月、『スパーク&スパーク』 / 『長靴をはいた猫』新人公演：次男・ミシェル 役（本役：江夏淳）
- 1976年8月、『ベルサイユのばらIII』（東京宝塚劇場）小公子 役[注 2]
- 1976年11月、『紙すき恋歌』わらべ 役 / 『バレンシアの熱い花』
- 1977年3月、『風と共に去りぬ』新人公演：アシュレ・ウィルクス 役（本役：瀬戸内美八）
- 1977年9月、『わが愛しのマリアンヌ』新人公演：ヴァレール中尉 役（本役：瀬戸内美八） / 『ボーイ・ミーツ・ガール』
- 1978年6月、『マリウス』（宝塚バウホール）ブラン氏 役
- 1978年8月、『隼別王子の叛乱』安麻 役[注 2]新人公演：隼別王子 役（本役：榛名由梨） / 『ラブ・メッセージ』 ＊新人公演初主演
- 1979年2月、『日本の恋詩』 / 『カリブの太陽』新人公演：ジェフ 役（本役：榛名由梨） ＊新人公演主演
- 1979年4月、『隼別王子の叛乱』安麻 役 /  『ラブ・メッセージ』（小倉市民会館・福岡市民会館）
- 1979年9月、『恋とかもめと六文銭』（宝塚バウホール）権六 役
- 1979年11月、『バレンシアの熱い花』新人公演：ラモン・カルドス 役（本役：順みつき） / 『ラ・ベルたからづか』（東京宝塚劇場）
- 1980年1月、『アンジェリク』ニコラ（少年時代）役、新人公演：ジョフレ・ド・ペイラック 役（本役：榛名由梨） / 『仮面舞踏会』＊新人公演主演
- 1980年6月、『スリナガルの黒水仙』ダーラ 役、新人公演：ラムヒ王子/チャンドラー 役（本役：榛名由梨） / 『クラシカル・メニュー』＊新人公演主演
- 1981年1月、『ジャンピング!』 / 『新源氏物語』柏木 役、左馬頭 役（2役）、役替わり公演：惟光 役、夕霧 役（本役：大地真央）
- 1981年2月、『ディーン』（宝塚バウホール）ベン 役
- 1981年6月、『白鳥の道を越えて』ルーポ 役、新人公演：ロベルト・オートヴィル 役（本役：榛名由梨） / 『ザ・ビッグ・アップル』　＊新人公演主演
- 1981年11月、『天明ふぁんたじい』（宝塚バウホール）齋藤十郎兵衛 役
- 1982年2月、『あしびきの山の雫に』川島皇子 役、新人公演：天武帝（大海人皇子）役（本役：榛名由梨） / 『ジョリー・シャポー』　＊新人公演主演
- 1982年3月、『永遠物語』（宝塚バウホール）吉岡敏雄 役
- 1982年5月、『白鳥の道を越えて』パウロ 役 / 『ザ・ビッグ・アップル』（全国ツアー）
- 1982年5月、『ディーン』（西武劇場）ベン 役
- 1982年8月、『シブーレット』（宝塚バウホール）オリヴィエ・メトラ 役
- 1982年10月、『愛限りなく』利太郎 役 / 『情熱のバルセロナ』ラファエル 役
- 1983年3月、『春の踊り -南蛮花更紗-』 / 『ムーンライト・ロマンス』ロベール 役
- 1983年6月、『恋と十手と千両箱 -ねずみ小僧異聞-』（宝塚バウホール）銀次郎 役　＊バウホール公演初主演
- 1983年11月、『翔んでアラビアン・ナイト』サーレル 役 / 『ハート・ジャック』
- 1984年1月、『夜霧のモンパルナス』（宝塚バウホール）モジリアニ 役 ＊バウホール公演主演
- 1984年5月、『沈丁花の細道』堀郷之助 役 / 『ザ・レビューII』
- 1984年9月、『南太平洋』（宝塚バウホール）エミール・ド・ベック 役 ＊バウホール公演主演
- 1984年11月、『ガイズ&ドールズ』ネイサン・デトロイト 役
- 1985年5月、『二都物語』チャールズ・ダーネイ 役 / 『ヒート・ウェーブ』

### 舞台 (月組トップ時代)
- 1985年9月、『南太平洋』（全国ツアー）エミール・ド・ベック 役
- 1985年11月、『ときめきの花の伝説』ジャン・マリオ・バレンタイン 役 / 『ザ・スイング』
- 1986年5月、『百花扇 -夏の抒情詩-』 / 『哀愁 -愛の追想-』ロイ・クローニン 役
- 1986年11月、『パリ、それは悲しみのソナタ』ジェフ・コステロ 役 / 『ラ・ノスタルジー』
- 1987年1月、『スウォード・フラッシュ!』（宝塚バウホール / 9月、青山劇場・中日劇場）
- 1987年5月・11月、『ME AND MY GIRL』ビル・スナイブスン 役
- 1988年2月、『ME AND MY GIRL』（中日劇場）ビル・スナイブスン 役
- 1988年5月、『南の哀愁』ジョン・マクレディ 役 / 『ビバ!シバ!』
- 1988年11月、『恋と霧笛と銀時計』水野銀次郎 役 / 『レインボー・シャワー』
- 1989年1月、『心中・恋の大和路』（宝塚バウホール）亀屋忠兵衛 役
- 1989年5月、『新源氏物語』光源氏 役 / 『ザ・ドリーマー』
- 1989年9月、『ウォーターフロント・ララバイ』RYO 役（宝塚バウホール）
- 1989年11月、『天使の微笑・悪魔の涙』ファウスト博士 役、ラファエル 役（2役） / 『レッド・ホット・ラブ』
- 1990年2月、『大いなる遺産』フィリップ・ピリップ 役 / 『ザ・モダーン』
- 1990年4月・10月、『天使の微笑・悪魔の涙』ファウスト博士 役、ラファエル 役（2役） / 『レッド・ホット・ラブ』（全国ツアー）
- 1990年8月、『川霧の橋』幸次郎 役 / 『ル・ポアゾン 愛の媚薬』 ＊退団公演

### テレビドラマ
- 宝塚テレビロマン・はいからさんが通る（1979年4月 - 9月、関西テレビ）青江冬星 役
- 日立テレビシティ「愛の讃歌 越路吹雪の青春」（1983年、TBS）
- 暴れん坊将軍III 第7話「運命のめぐりあい」（1988年2月20日、テレビ朝日）おこう 役

### その他のテレビ番組
- ザ・タカラヅカ（1974年9月 - 1975年9月、関西テレビ）
- 一枚の写真（1987年、フジテレビ）

## 宝塚歌劇団退団後の主な活動

### 舞台・コンサート
1991年
- 心を繋ぐ6ペンス（4月1日 - 30日、帝国劇場）ヘレン 役
- サマーディナーショー（7月18日、大阪全日空ホテル・シェラトン / 7月20日、名鉄グランドホテル / 7月21日、シェラトン・グランデ・トーキョーベイ・ホテル&タワーズ）
- カラミティ・ジェーン（8月30日 - 9月22日、博品館劇場 / 10月1日、神戸国際会館 / 10月2日 - 5日、大阪厚生年金会館中ホール / 10月6日、岡崎市民会館 / 10月8日、北アルプス文化センター）主演・カラミティ・ジェーン 役
- 西遊記（12月1日 - 23日、梅田コマ劇場）三蔵法師/瑠璃 役（2役）
- クリスマスディナーショー（12月25日、ホテルラフォーレ東京）

1992年
- チャリティークルージング（3月21日 - 22日、おりえんとびいなす）
- リトル・クッキー・ストーリー 剣幸リサイタル（7月、テレピアホール、シアターアプル、サンケイホール）
- ガリレオ物語（8月18日 - 21日、東京芸術劇場中ホール / 8月23日、関内ホール / 8月25日、府中の森芸術劇場どりーむホール / 8月27日 - 9月3日、東京芸術劇場中ホール）マリア/ジュリア 役（2役）
- ミスター・アーサー（11月2日 - 12月13日、シアター・ドラマシティ こけら落し公演）リンダ 役
- クリスマスディナーショー（12月）

1993年
- 蜘蛛の巣（3月3日 - 16日、サンシャイン劇場）主演・クラリサ 役
- ラヴ・レターズ（4月3日、パルコ劇場）メリッサ 役
- ハイ・スピリッツ - 陽気な幽霊 -（5月20日 - 30日、シアターアプル / 5月31日、岐阜市民会館大ホール / 6月4日、富山県教育文化会館 / 6月9日 - 12日、大阪・メルパルクホール）マダム・アーカティ 役
- 剣幸スペシャル チャリティディナーショーイングアム（6月24日 - 29日、グアム・ホテルオークラ ザ・タワー）
- ロマン舎「ウィアーザ・ワールド たしかに愛のデュオ」（8月28日、テレピアホール / 8月29日、日野町町民会館わたむきホール虹 他 近畿地方 / 9月3日 - 7日、シアターアプル）
- 剣幸 オン・ステージ（9月20日、黒部市宇奈月国際会館セレネ 大ホール）
- ドンナ・ジョアンナ（10月22日 - 29日、アートスフィア / 11月6日、シアター・ドラマシティ）主演・ドンナ・ジョアンナ 役
- クリスマスディナーショー（12月22日、赤坂プリンスホテル / 12月25日、ウェスティンホテル大阪）

1994年
- 羨ましい女たち シングルに乾杯（2月5日 - 25日、三越劇場）主演・雨宮雪子 役
- ラスト・チャンス・キャバレー（3月18日 - 31日、シアターコクーン / 4月6日 - 10日、松下IMPホール / 4月13日 - 14日、名古屋市民会館中ホール / 4月16日、関内ホール）モーム・ビシュー 役
- ヴェニスの商人（5月20日 - 6月12日、サンシャイン劇場）ポーシャ 役
- ロマン舎「お姉妹にならないお話」（8月、シアターVアカサカ、近鉄小劇場、テレピアホール）
- ラヴ・レターズ（8月22日、パルコ劇場）メリッサ 役
- スサノオ（9月2日 - 25日、南座）アマテラス 役
- 魅惑の宵（11月11日 - 27日、博品館劇場 / 12月2日 - 4日、シアター・ドラマシティ）主演・ジュリー 役
- クリスマスディナーショー（12月25日、東京會舘）

1995年
- ノーマル・ハート / デスティニー・オブ・ミー〜僕の運命〜（朗読劇）（1月16日 - 17日、パルコ劇場）
- 宝塚へとどけ 愛の唄声「大震災チャリティーコンサート」（2月18日、東京宝塚劇場）
- 異邦人 - ボーダレス・ラブ -（4月13日 - 23日、アートスフィア / 4月26日 - 5月3日、シアター・ドラマシティ）ウォルディーン 役
- ドラマチックジョイントコンサート（6月10日 - 11日、有楽町朝日ホール / 6月18日、新橋ヤクルトホール）
- 藤倉学園チャリティー「宝塚ファミリーショウ」（7月、国立教育会館 虎ノ門ホール）
- 万平ホテル100周年記念ディナーショー（7月23日、万平ホテル コンベンションホール ザ・ハッピーヴァレイ）
- クリスマスディナーショー（12月23日、東京會舘 / 12月26日、ホテル阪急インターナショナル）

1996年
- グッバイガール（4月6日 - 29日、パルコ劇場）主演・ポーラ 役
- サド侯爵夫人（5月7日 - 23日、海外公演 / 5月28日 - 31日、吹田市文化会館中ホール）主演・サド侯爵夫人・ルネ 役
- 剣幸ロマンチック・ショー「スマイル！」（6月 - 7月、宝塚バウホール 他）
- 紳士は金髪がお好き（11月4日 - 19日、博品館劇場 / 11月26日 - 27日、神戸新聞松方ホール）主演・ローレライ 役
- クリスマスディナーショー（12月23日、東京會舘）

1997年
- リア王（1月10日 - 22日、紀伊國屋サザンシアター / 3月、シアター・ドラマシティ / その他 全国巡演）リーガン 役
- レビューロマン「グラン・カトル」〜わが心の宝塚〜（4月19日、かつしかシンフォニーヒルズ モーツァルトホール）
- ドアをあけると…communicating doors（5月30日 - 6月11日、パルコ劇場）ルーエラ 役
- 剣幸ドラマチックコンサートvol.1「ノーマ・ジーンとマリリン・モンロー」（7月25日 - 8月3日、シアターVアカサカ / 8月21日 - 22日、新神戸オリエンタル劇場 / 8月23日、愛知厚生年金会館）主演・マリリン・モンロー 役
- レビュー・ルネサンス“歌劇”誌 ＜花の道より＞ 300回記念 チャリティ・スペシャル「タカラヅカ・フォーエバー」（9月5日、宝塚大劇場）司会
- 上を向いて歩こう〜坂本九トリビュートコンサート〜（9月9日、新宿厚生年金会館）
- ジャン・コクトーの“声”（一人芝居）（9月12日 - 16日、六行会ホール）
- ピアニスト（10月22日 - 12月15日、青山劇場 他 全国巡演）主演・クララ・シューマン 役
- クリスマスディナーショー（12月）

1998年
- グッバイガール（3月18日 - 29日、パルコ劇場）主演・ポーラ 役
- 剣幸ドラマチックコンサートvol.1「ノーマ・ジーンとマリリン・モンロー」（7月18日 - 20日、博品館劇場 / 7月25日、京都ブライトンホテル）主演・マリリン・モンロー 役
- 陽ざかりの女たち（9月2日 - 15日、新国立劇場小劇場 / 9月19日 - 30日、新神戸オリエンタル劇場）主演・スザンヌ 役
- うた会vol.1（10月11日、大阪厚生年金会館 / 10月17日、メルパルク東京）
- クリスマスディナーショー（12月、東京會舘）

1999年
- 花も嵐も〜サトと圭介の結婚サギ師物語〜（3月1日 - 27日、中日劇場 / 4月2日 - 30日、帝国劇場）梢 役
- お気に召すまま（6月10日 - 27日、博品館劇場）オーランドー/ウィリアム 役（2役）
- 少年H（8月4日 - 16日、新国立劇場中劇場 / 8月21日 - 29日、シアター・ドラマシティ）もと子 役
- 剣幸プライベートアクトうた会vol.2「おおきな木」（10月6日、青山円形劇場 / 10月13日、HEP HALL / 10月14日、富山県民小劇場オルビス）
- クリスマスディナーショー（12月）

2000年
- シラノ・ド・ベルジュラック（1月14日 - 23日、紀伊國屋サザンシアター / その他 全国巡演）ロクサアヌ 役
- 剣幸ドラマチックコンサートvol.2「TWINS〜ふたりのライザ」（8月、新国立劇場中劇場、新神戸オリエンタル劇場）主演・ライザ・ミネリ 役
- 剣幸プライベートアクトうた会vol.3「小さな旅立ち」（9月26日、青山円形劇場 / 10月2日、富山県民小劇場オルビス / 10月4日、大阪国際交流センター / 10月5日、伊丹市立文化会館いたみホール / 10月6日、猪名川町文化体育館イナホール）
- クリスマスディナーショー（12月、東京會舘）

2001年
- 40カラット（1月26日、かめありリリオホール / 2月、アートスフィア / その他 全国巡演）主演・アンヌ 役
- スヌーピー!!! ザ・ミュージカル（4月28日 - 5月6日、横浜21世紀座）ルーシー 役
- 「浦辺日佐夫 夢と現 ダンスの世界」（6月2日 - 3日、黒部市国際文化センターコラーレ）ゲスト出演
- 宮部みゆきの世界（朗読）（7月27日 - 29日、東京FMホール）
- スヌーピー!!! ザ・ミュージカル（10月24日 - 11月4日、博品館劇場）ルーシー 役
- うた会〜アクト・歌・朗読でつづる空間ドラマvol.4「Try to Remember…おもいだしてごらん」（11月21日 - 23日、博品館劇場）

2002年
- 剣幸ドラマチックコンサートvol.2「TWINS〜ふたりのライザ」（1月26日 - 27日、アートスフィア）主演・ライザ・ミネリ 役
- こまつ座第65回公演「國語元年」（3月7日 - 24日、紀伊國屋ホール / 4月29日 - 5月1日、新神戸オリエンタル劇場 / その他 6月下旬まで全国巡演）秋山加津 役
- 華麗なる宝塚歌劇展 トークショー（4月1日、松坂屋 上野店）
- スヌーピー!!! ザ・ミュージカル（8月17日 - 9月23日、かめありリリオホール 他 全国巡演）ルーシー 役
- 女心は夢ごころ（10月1日 - 21日、名鉄ホール / 10月23日、富山県民会館 / 10月24日、石川厚生年金会館）お絹 役

2003年
- うた会〜アクト・歌・朗読でつづる空間ドラマvol.5「あなたと夜と音楽と…？」（1月28日 - 29日、博品館劇場 / 2月27日 - 3月2日、にっぽん丸クルーズコンサート / 3月、ホテル阪急インターナショナル）
- こまつ座第69回公演「兄おとうと」（5月13日 - 31日、紀伊國屋ホール / その他 全国巡演）吉野玉乃 役

2004年
- うた会〜アクト・歌・朗読でつづる空間ドラマvol.6「永遠（とわ）に美しく…？」（2月27日 - 29日、博品館劇場 他）
- 曲がり角の向こうには（5月6日 - 14日、新神戸オリエンタル劇場 / 5月22日 - 30日、紀伊國屋ホール）イヴ 役
- 宝塚歌劇90周年記念「TCAスペシャル・OGバージョン TAKARAZUKA ゴールデン・メモリーズ 〜華麗なる卒業生たちの競演〜」（7月12日、東京宝塚劇場）
- スイートベイジルスペシャルライブ with M.OZONE（8月4日、STB139）
- カーネギーの日本人（9月16日 - 19日、東京芸術劇場中ホール）九条華子 役
- 宝塚ホテル キッチンショー（10月10日、宝塚ホテル）
- Dramatic Readingモノローグ（11月24日 - 28日、横浜赤レンガ倉庫1号館ホール）

2005年
- 剣幸ディナーコンサート（1月19日、T'SUKI CLUB NYS / 1月22日、宝塚ホテル）
- こまつ座第76回公演「國語元年」（3月、信州地方 / 4月、北陸地方 / 5月、東京近郊 / 6月3日 - 12日、紀伊國屋ホール）秋山加津 役
- 剣幸 kohibumi concert（9月19日、富山）
- サド侯爵夫人（11月4日 - 13日、東京国立博物館）モントルイユ夫人 役
- 劇的リーディング〜生きもの編（11月23日、シアター1010）
- 剣幸 kohibumi concert in Tokyo Kaikan（12月28日、 東京會舘ロイヤルルーム）

2006年
- こまつ座第79回公演「兄おとうと」（1月19日 - 2月5日、紀伊國屋ホール / 2月9日 - 4月23日、全国巡演）吉野玉乃 役
- テネシー・ワルツ〜江利チエミ物語〜（8月19日 - 20日、明治座 / 9月5日、愛知厚生年金会館 / 9月6日 - 8日、新神戸オリエンタル劇場 / 9月9日、イオン化粧品シアターBRAVA! / その他 関東、中部、九州、10都市）美空ひばり 役
- 演劇企画集団THE・ガジラ「わが闘争」（10月19日 - 29日、シアターグリーン BIG TREE THEATER）耀子 役
- シアター・キャタック「トゥループレゼント」（11月23日、日本青年館大ホール）王妃 役

2007年
- カーネギーの日本人（2月10日 - 13日、東京芸術劇場中ホール）九条華子 役
- ハムレット（3月8日 - 14日、兵庫県立芸術文化センター中ホール）ガートルード 役
- 蝶々さん（6月9日 - 24日、シアター1010 / 6月26日、長崎市公会堂 / 6月27日、諫早文化会館）コレル夫人 役
- 富山大和 総曲輪フェリオ オープニングイベント・トークショー（9月22日、グランドプラザ）

2008年
- 宝塚歌劇月組公演「ME AND MY GIRL」前夜祭（3月3日、宝塚大劇場）
- 剣幸 kohibumi concert（6月9日 - 10日、代々木上原ムジカーザ）
- ブロードウェイミュージカルショー「SHOWTUNE」（11月14日 - 24日、天王洲 銀河劇場 / 11月28日 - 30日、兵庫県立芸術文化センター中ホール）

2009年
- こまつ座第88回公演「兄おとうと」（1月14日 - 29日、演劇鑑賞会 / 7月31日 - 8月16日、紀伊國屋サザンシアター / 8月18日 - 10月6日、演劇鑑賞会）吉野玉乃 役
- ミニミュージカル「隣人」（2月11日、リーガロイヤルホテル東京 / 2月13日、リーガロイヤルホテル大阪）
- kohibumi concert 2009（3月28日、シベールアリーナ / 7月5日 - 8日、にっぽん丸クルーズコンサート / 7月8日、兵庫県立芸術文化センター阪急中ホール）
- この森で、天使はバスを降りた（5月5日 - 31日、シアタークリエ）ハンナ 役
- 宝塚歌劇95周年記念「歌劇」通巻1000号記念スペシャル「100年への道」（6月15日、宝塚大劇場）
- モスラを待って（11月13日 - 17日、ピッコロシアター大ホール / 11月20日 - 21日、可児市文化創造センター小劇場 / 11月27日 - 29日、あうるすぽっと）千影 役

2010年
- ファニー・ガール（1月8日 - 17日、赤坂ACTシアター / 1月27日 - 30日、梅田芸術劇場メインホール）ブライス夫人 役
- ドラマチックレビュー「ノーマ・ジーンとマリリン・モンロー」（2月20日 - 25日、赤坂RED/THEATER）主演・マリリン・モンロー 役
- kohibumi concert 2010（6月6日、兵庫県立芸術文化センター阪急中ホール / 6月22日、代々木上原ムジカーザ）
- 没後10周年記念「寺田瀧雄メモリアルコンサート〜歌い継がれて〜」（7月23日、東京宝塚劇場）
- いのちの絵本（8月8日、射水市大島絵本館）
- 伯爵夫人の相続人（8月13日 - 14日、リーガロイヤルホテル東京）主演・クレード・ド・ヴォージュール伯爵夫人 役
- 燐光群「現代能楽集チェーホフ」（9月13日 - 20日、あうるすぽっと）
- 劇団NLT「テーブルに十三人」（10月27日 - 31日、博品館劇場）主演・マドレーヌ 役
- 井上ひさし追悼こまつ座第91回公演「水の手紙」「少年口伝隊一九四五」（11月、紀伊國屋サザンシアター） - 「水の手紙」アフタートーク

2011年
- 蝶々さん（2月13日、八潮メセナ / 2月19日、藤沢市民会館 / 3月4日 - 6日、シアター1010）コレル夫人 役
- 回転木馬（3月25日 - 27日、オーバード・ホール）ネティ・ファウラー 役
- 小曽根真プロデュース「井上ひさしに捧ぐ」（5月11日、Bunkamuraオーチャードホール）
- 恋文コンサート2011 ツアー（6月21日 - 22日、代々木上原ムジカーザ / 8月7日、兵庫県立芸術文化センター阪急中ホール / 11月12日、京都芸術劇場 春秋座 / 11月22日、富山市民プラザ アンサンブルホール）
- 佐渡裕芸術監督プロデュースオペラ 2011 喜歌劇「こうもり」（7月16日 - 24日、兵庫県立芸術文化センターKOBELCO大ホール）イーダ 役
- 伯爵夫人の相続人（8月13日 - 14日、リーガロイヤルホテル東京）主演・クレード・ド・ヴォージュール伯爵夫人 役
- イロアセル（10月18日 - 11月5日、新国立劇場小劇場）ネグロ 役

2012年
- ハロー・ドーリー!（2月3日 - 5日、オーバード・ホール）主演・ミセス・ドーリー ギャラガー リーヴァイ 役
- 神戸 はばたきの坂（4月28日 - 5月4日、兵庫県立芸術文化センター阪急中ホール / 5月6日、新宿文化センター大ホール）戸波サキ 役
- 剣幸シアターコンサート「kohibumi IV」（7月21日、兵庫県立芸術文化センター阪急中ホール）
- 第11回逸翁コンサート〜帰ってきたタカラジェンヌ〜&対談トークショー「源氏物語への誘い」（11月11日、逸翁美術館マグノリアホール）
- 蝶々さん（11月27日 - 28日、シアター1010 / 11月30日、酒田市民会館希望ホール / 12月1日、寒河江市市民文化会館）コレル夫人 役

2013年
- 剣幸 kohibumi concert in MUSICASA（1月11日、代々木上原ムジカーザ）
- 「宝塚歌劇100周年に向けて」トークショー（2月3日、宝塚文化創造館）
- ME AND MY GIRL（2月28日 - 3月3日、オーバード・ホール）主演・ビル 役
- トークショー〜ショーほど素敵なものはない！（4月13日 / 7月27日、池袋コミュニティカレッジ）
- 凪の樹海（7月3日 - 7日、下北沢ザ・スズナリ）主演・絢乃 役
- 大阪よみうり文化センターディナートーク「私のタカラヅカ」（8月10日、太閤園ガーデンホール）
- ハロー・ドーリー!（8月16日 - 18日、オーバード・ホール / 8月23日 - 25日、東京芸術劇場プレイハウス）主演・ミセス・ドーリー ギャラガー リーヴァイ 役
- TAKARAZUKA WAY TO 100th ANNIVERSARY FINAL「DREAM, A DREAM」〜宝塚歌劇100周年前夜祭〜（10月12日 - 27日、東急シアターオーブ / 11月2日 - 17日、梅田芸術劇場メインホール）
- STAY GOLD 黄金色のままで…2013クリスマス宝塚フェア（12月24日、リーガロイヤルホテル東京 ロイヤルホール）

2014年
- 宝塚歌劇100周年にさきがけて「逸翁スペシャルコンサート〜夢、ふたたび・・・TSUKI〜」（1月19日、逸翁美術館マグノリアホール）
- 剣幸 kohibumi concert in 四万グランドホテル（1月26日、四万グランドホテル）
- コンクラーヴェ（3月16日 - 18日、都市センターホテル コスモスホール）主演・デル・モンテ枢機卿 役
- 宝塚歌劇100周年 夢の祭典「時を奏でるスミレの花たち」（4月4日、宝塚大劇場）
- こまつ座第105回公演「兄おとうと」（5月11日、川西町フレンドリープラザ / 7月9日、兵庫県立芸術文化センター阪急中ホール / 8月17日 - 31日、紀伊國屋サザンシアター / 5月 - 10月、演劇鑑賞会）吉野玉乃 役
- ライブ☆タカラヅカ（11月26日、ABCホール）
- トークショー 南砺市商工会女性部講演会（11月27日、福野文化創造センター ヘリオス）
- 剣幸 kohibumi concert in Magnolia〜逸翁コンサートVol.30〜（12月23日、逸翁美術館マグノリアホール）

2015年
- 剣幸 kohibumi concert（1月12日、富山市民プラザ アンサンブルホール / 1月20日、代々木上原ムジカーザ）
- ショウ・ボート（3月12日 - 15日、オーバード・ホール）ジュリー 役
- 村上信夫のトークライブ「春宵恋文を読む」（4月12日、アート・カフェ・フレンズ）ゲスト出演
- コンクラーヴェ（5月2日 - 5日、都市センターホテル コスモスホール）主演・デル・モンテ枢機卿 役
- エリザベート（6月11日 - 12日、プレビュー公演 / 6月13日 - 8月26日、帝国劇場）ゾフィー 役（香寿たつきとダブルキャスト）
- 越中座2015（8月22日、富山県民会館大ホール）
- SUPER GIFT！〜from Takarazuka stars〜（9月12日 - 27日、東京国際フォーラム ホールC / 10月3日 - 8日、梅田芸術劇場メインホール）[40]
- ME AND MY GIRL（11月12日 - 15日、オーバード・ホール）主演・ビル 役 [41]

2016年
- 「薔薇とシンフォニー」ニューイヤーコンサート（1月16日 - 17日、東京芸術劇場プレイハウス）
- 『麗人 REIJIN -Season2』CD発売記念コンサート&前夜祭（1月27日 - 28日、中野サンプラザ）[42]
- 宝塚歌劇花組公演「ME AND MY GIRL」前夜祭（4月8日、宝塚大劇場）
- 剣幸 kohibumi concert（4月10日、逸翁美術館マグノリアホール / 4月13日 - 14日、代々木上原ムジカーザ）
- ブロードウェイ・ミュージカルライブ 2nd conceptversion vol.1トニー賞 vs アカデミー賞（6月14日 - 15日、EX THEATER ROPPONGI）
- 越中座 2016（8月20日、富山県民会館大ホール）
- 音楽劇『夜のピクニック』（9月17日 - 25日、水戸芸術館ACM劇場）甲田聡子 役
- 『麗人 REIJIN Season2“Festa”』CD発売記念コンサート（9月21日 - 23日、赤坂ACTシアター）[43]
- 小林公平・寺田瀧雄メモリアルトーク&プチコンサート（10月16日、逸翁美術館マグノリアホール）[44]
- 音楽劇『ダニー・ボーイズ〜いつも笑顔で歌を〜』（10月 - 11月 / 東京国際フォーラムホールC、新歌舞伎座） - 桃山ツネ／三春うらら 役[45]
- 繻子の靴 - 四日間のスペイン芝居 - （12月10日 - 11日、京都芸術劇場 春秋座）ドニャ・プルエーズ 役[46]
- クリスマスディナーショー（12月23日、ホテルアイボリー）

2017年
- 歌うシャイロック（2月24日 - 3月6日、神戸アートビレッジセンターKAVCホール）ポーシャ 役[47]
- 越路吹雪 三十七回忌特別追悼公演「越路吹雪に捧ぐ」（3月28日 - 29日、日生劇場）
- 西本智実×新日本フィルハーモニー交響楽団 〜情熱の煌めき〜（3月30日 - 31日、オーチャードホール）語り
- 剣幸 kohibumi concert 2017（4月27日 - 28日 、代々木上原ムジカーザ / 5月6日、逸翁美術館マグノリアホール / 5月12日、富山市民プラザアンサンブルホール）
- ビューティフル（7月26日 - 8月26日、帝国劇場）ジーニー・クライン 役
- 剣幸 kohibumi ディナーショー（8月31日、名古屋国際ホテル国際ホール）
- 高岡万葉まつり「第37回全国万葉短歌大会」鼎談&トークショー（10月6日、高岡市万葉歴史舘 / 高岡市体育館）

2018年
- TENTH（1月24日 - 31日、シアタークリエ）ハンナ 役
- 「阪急文化財団が贈る　未来へ、TAKARAZUKA！逸翁コンサート〜祝50回開催記念スペシャルⅡ」（3月1日 - 3日、逸翁美術館マグノリアホール）
- 剣幸 kohibumi concert 2018（4月22日、逸翁美術館マグノリアホール / 4月25日 - 26日、代々木上原ムジカーザ / 6月20日 - 22日、にっぽん丸クルーズショー）
- Coloring Musical「Indigo Tomato」（5月23日 ‐ 30日、博品館劇場）葉子 役 他5役（彩吹真央とダブルキャスト）
- 繻子の靴（6月9日 - 10日、静岡芸術劇場）主演・ドナ・プルエーズ 役
- フランソワーズ・サガン「愛のゆくえ」（6月23日 ‐ 24日、六本木トリコロールシアター こけら落し公演）
- 「Todos del Tango Verano 2018（タンゴのすべて2018夏）」（8月24日 ‐ 25日、日本青年館ホール）
- ドリアン・グレイの肖像（9月21日 ‐ 30日、博品館劇場 / 10月10日 - 11日、シアター・ドラマシティ）アガサ・デヴァルー 役
- 愛と青春キップ（10月25日 - 11月11日、オルタナティブシアター / 11月17日 - 18日、京都劇場）勅使河原静 役
- 夢の中に君がいる（11月7日、ヤマハホール）
- 宮崎ねんりんフェスタ〜トークショー〜「新しい自分と出会うために」（12月8日、宮崎県立芸術劇場）

2019年
- 剣幸kohibumi concert 2019（3月9日、逸翁美術館マグノリアホール / 3月14日 - 15日、代々木上原ムジカーザ）
- 水夏希グランタンゴ!（3月30日、イイノホール）ゲスト出演
- 吉崎憲治&岡田敬二ロマンチックコンサート（6月2日、梅田芸術劇場 メインホール）
- エリザベート（6月7日 - 8月26日、帝国劇場）ゾフィー 役（涼風真世、香寿たつきとトリプルキャスト）
- New Musical「FACTORY GIRLS〜私が描く物語〜」（9月25日-10月9日、TBS赤坂ACTシアター / 10月25日-27日、梅田芸術劇場 メインホール）ラーコム夫人 / オールドルーシー 役
- Life is Songs!（11月17日、富山県民会館/12月1日、取手市民会館）
- Coloring Musical 「Indigo Tomato」（11月、福島・札幌・大阪・福岡・石川 ツアー公演 / 12月4日-10日、東京グローブ座）

2020年
- Tabloid Revue 『rumor ～オルレアンの噂～』（1月、赤坂RED/THEATER）
- Magnoliahall 10th Anniversary 5 ～剣幸×彩輝なお～When the Moon Shines（1月、逸翁美術館マグノリアホール）
- 麗美友会（2月、第一ホテル東京）
- 心の広場プロジェクト「剣幸 朗読コンサート」（7月、兵庫県立芸術文化センター 阪急中ホール）
- 夜のピクニック（10月、水戸芸術館ACM劇場）甲田聡子 役
- ビューティフル（11月、帝国劇場）ジーニー・クライン 役
- Life is Songs!（12月、オリンパスホール八王子）
- kohibumi concert（12月、南砺市伊波総合文化センター / 滑川西地区コミュニティホール）

2021年
- Life is Songs!（2月、クアーズテック秦野カルチャーホール）
- Same Time,Next Year（5月、赤坂RED/THEATER）主演・ドリス 役
- kohibumi concert（6月、代々木上原ムジカーザ / 7月、逸翁美術館マグノリアホール）
- 寺田瀧雄 没後20年メモリアルコンサート All His Dreams”愛”（6月、梅田芸術劇場メインホール / 7月、 Bunkamuraオーチャードホール）
- 宝塚歌劇花組・月組100th anniversary「Greatest Moment」（11月、梅田芸劇場 メインホール / 東京国際フォーラム ホールC）
- いずみたくNight～WE SING TAKU’S MELODY（12月、ライブハウス上野 Untitled）
- オペラ「イザベル - 大友宗麟の妻 -」（12月、下関市民会館大ホール）イザベルの母 役

2022年
- サテンドールミュージカルシリーズ（1月、サテンドール）
- The Parlor（4月-5月、よみうり大手町ホール / 兵庫県立芸術文化センター阪急中ホール）円山阿弥莉 役
- 剣幸＆こだま愛ディナーショー「Once in a Blue Moon 」（7月、宝塚ホテル）
- エリザベート（10月-12月、帝国劇場 / 御園座 / 梅田芸術劇場メインホール）ゾフィー 役

2023年
- エリザベート（1月、博多座）ゾフィー 役
- ザ・ミュージック・マン（4月-5月、日生劇場 / 御園座 / 梅田芸術劇場メインホール / 静岡市清水文化会館マリナート 大ホール / 博多座）ミセス・パルー 役[48]
- 東ソーアリーナを育む会～熊谷眞一をしのんで～（6月、東ソーアリーナ）
- 小林一三生誕150年祭!!! Ver.3 ～月組VS花組～（7月、逸翁美術館マグノリアホール）
- 剣幸＆こだま愛 ディナーショー「Once in a Blue Moon」（7月、第一ホテル東京）
- 天翔ける風に（9月-10月、東京芸術劇場 プレイハウス / 兵庫県立芸術文化センター 阪急中ホール / 穂の国とよはし芸術劇場PLAT 主ホール）三条清 / おみつ 役[49]

2024年
- kohibumi concert（1-2月、代々木上原ムジカーザ / 逸翁美術館マグノリアホール）[50][51]
- 堀内元BALLET FUTURE 2024～バレエ『ルイス・ブルース』by セントルイス・バレエ＆フレンズ～（5月、めぐろパーシモンホール大ホール）
- 暁のヨナ（7月、シアターH）ギガン 役[52]
- 剣幸50th Anniversary Dinner Show「LUNA D'OR」（9月、宝塚ホテル / 東京第一ホテル）

2025年
- “愛の手紙”を謳う～剣幸・歌と朗読のミニライブin 月見の里（2月、袋井市月見の里学友館うさぎホール）
- マグノリアホール開場15周年記念×逸翁コンサート100回記念 ～祝50周年 剣幸＆磯野千尋～（2月、逸翁美術館マグノリアホール）
- ナイト・ウィズ・キャバレット（2月、シアターグリーン BOX in BOX THEATER）[53]
- WE♡MUSICAL×楽市楽座 「みんなの歌謡ショー」（3月、オーバード・ホール 大ホール）
- 未来へのOne Step！～世界を結ぶ愛の歌声～（4月-5月、関西万博EXPOホール「シャインハット」 / 東京国際フォーラム / 梅田芸術劇場）[54]
- ミュージカル版「武士の献立」（7月、草月ホール 他）語り部[55]
- 剣幸kohibumi concert（8月、代々木上原ムジカーザ / 逸翁美術館マグノリアホール）[56]
- 逸翁スペシャルコンサート2025 ～柴田侑宏先生に捧げるひととき～（9月、逸翁美術館マグノリアホール）[57]

### テレビドラマ
- 長七郎江戸日記 第3シリーズ 第34話「艶姿、剣舞い」（1991年7月23日、日本テレビ）立花小蝶 役
- はぐれ刑事純情派 第4シリーズ 第18話「密室の犯罪・美しき女医の診察室」（1991年7月31日、テレビ朝日）谷口秋子 役
- おらんだ左近秘剣帳（1991年9月1日、テレビ東京）おそで 役
- 名奉行 遠山の金さん 第4シリーズ 第10話「美しい女医と記憶喪失の男」（1992年1月30日、テレビ朝日）杉田悠 役
- ドラマ新銀河「トーキョー国盗り物語」（1993年、NHK）太田喜美子 役
- 月曜ドラマスペシャル「徳田刑事シリーズ2 追跡のオホーツク」（1994年7月25日、TBS）伝門恭子 役
- 火曜サスペンス劇場「女監察医・室生亜季子17 薬殺」（1994年12月27日、日本テレビ）牧野邦子 役
- 花王ファミリースペシャル「裸の大将」第75話「清も参ったわんぱく坊や」（1995年10月1日、関西テレビ）須田涼子 役
- パパはエステティシャン（1998年4月 - 9月、テレビ愛知）増山いずみ 役
- 時代劇ロマン「柳橋慕情」（2000年、NHK）おみき 役
- 金曜時代劇「五瓣の椿」（2001年、NHK）おくに 役
- 土曜ワイド劇場
  - 「広域捜査官 楠錬三郎3 整形美男美女連続殺人！」（2003年8月30日、テレビ朝日）沢田刑事 役
  - 「温泉 (秘) 大作戦 星野さつきの事件簿1」（2004年2月21日、ABC）橘香子  役
  - 「牟田刑事官事件ファイル31 宮崎発東京行き最終便の女！」（2004年4月10日、テレビ朝日）日高警部補 役
- 連続テレビ小説「わかば」（2004年、NHK）島本聡子 役
- 月曜ゴールデン「検事・沢木正夫2 公訴取消し」（2006年6月26日、TBS）久留美 役
- 美しい罠（2006年7月 - 9月、東海テレビ）槇村レイ 役
- 金色の翼（2007年7月 - 9月、東海テレビ）行永セツ 役
- 逃亡者 おりん スペシャル〜紅蓮の巻（2008年9月19日、テレビ東京）風月 役
- 連続ドラマW「プラチナタウン」（2012年、WOWOW）仲里靖子 役
- 時代劇専門チャンネル presents「新・御宿かわせみ」supported byスカパー！（2013年5月6日 - BSスカパー / 9月16日 - 時代劇専門チャンネル）おたね 役

### テレビアニメ
- ある日、ラブソングを（1991年9月6日、NHK）梅村真実 役

### ゲーム
- キングダム ハーツIII（2019年1月25日、PlayStation 4・Xbox One）ゴーテル 役

### その他のテレビ番組
- ミュージカル ウエストエンド情報（1993年、BS2）リポーター
- タカラヅカ★花の指定席 10周年記念特別番組 ドリーム・オブ・ドリームス（1994年　関西テレビ）司会
- 世界で一番の春〜カナダ・ケベック（2000年、BS2）リポーター
- NHK短歌（2015年4月 - 2018年3月、NHK Eテレ）司会[58]
- NHK短歌（2018年12月9日、NHK Eテレ、題「濃」 選者:真中朋久）ゲスト[59][出典無効]
- 第22回NHK全国短歌大会（2021年2月、 Eテレ）

### ネット配信
- フジテレビ動画配信サイト見参楽（みさんが！）「アナタメマン」（2013年6月27日 - 配信）

### ラジオ
- 告白しちゃいます！虎平太＆剣幸のkohibumi radio（2010年10月 - 2011年9月、FMとやま）以後不定期
- 剣幸のkohibumi通信（2011年10月 - 2015年3月、FMとやま） - ツール・ド・フライデー内
- ダブルエー・ホールディングスPresents つるぎみゆきエンタメパレード（2020年11月 - 2021年10月、ニッポン放送）(2021年4月から日曜20時～20時20分）[注 3]

### 映画
- Going West 西へ…（1997年、東映、向井寛監督）佐久間美智子 役
- 青の瞬間（2001年、パル企画、草野陽花監督）多田静子 役
- 海の夢、都会の虚（2004年、KAERU CAFE、秋原正俊監督）主演・中村ミチル 役
- Break Out!（2005年、KAERU CAFE、秋原正俊監督）本屋の店主 役（※愛情出演）

### 吹き替え
- 塔の上のラプンツェル（2011年、ウォルト・ディズニー・ピクチャーズ、バイロン・ハワード監督・ネイサン・グレノ監督）マザー・ゴーテル 役
- ビーボ（2021年、Netflix）マルタ 役

### ナレーション
- 地球ウォーカー（BS1）
- 遠くにありてにっぽん人（2005年、BShi / BS2）
- にっぽん釣りの旅（2009年11月20日、BShi / 11月21日、BS2 / 11月24日、NHK総合）
- DVD「細川紙（Hosokawa-shi）」文化庁工芸技術記録映画（2014年）

### CM
- メンバーズホテル・パストール倶楽部 メインキャラクター（1992年）
- JR西日本 ポスター（1992年）
- フジパン、本仕込シリーズ（1993年）
- セキスイハイム（1993年）
- ダイアナ、補整下着（2008年2月 - 2010年1月）
- ダブルエー・ホールディングス 空気発電池「エイターナス」（2019年9月 - ）

## ディスコグラフィ

### シングル
- 春夏秋冬/人は愛のために（1983年5月、バークレー）
- 黄昏バラ色/季節はずれの恋（1985年3月25日、ジャパンレコーズ）
- 流星の丘（1992年7月17日、ポニーキャニオン） - 舞台『ガリレオ物語』テーマソング
- 今、あなたへの歌/アメリカンドリームをこの手に（1997年7月25日、Many Crane） - 剣幸ドラマチックコンサート『ノーマ・ジーンとマリリン・モンロー』劇中歌

### アルバム
- 剣幸ファースト・アルバム〜私の好きな歌〜（1986年5月、キングレコード/K28A-741(LP)）
- 剣幸/マイ・ベスト・セレクション（1988年8月5日、キングレコード/K32X 266(CD)）
- MUSIC AROUND THE WORLD（1990年2月21日、キングレコード/KICS 9(CD)）
- たびだち〜Curtain Call（1990年11月21日、キングレコード/KICS-59(CD)）
- 剣幸「愛と夢をありがとう」（1990年12月6日、TMPC-87A）
- 剣幸コンセプト・アルバム「kohibumi」（2014年8月17日、オフィス・エイツー）

他、宝塚歌劇団公演実況アルバムなど多数

### 参加作品
- 岩谷時子シャンソン詩集「ラストダンスは私に」（1992年9月2日、ファンハウス）
- 麗人 REIJIN -Season2（2016年1月6日、ビクターエンタテインメント）[42]
- 麗人 REIJIN Season2“Festa”（2016年8月24日、ビクターエンタテインメント）[43]
- 越路吹雪トリビュートアルバム『越路吹雪に捧ぐ』（2016年12月21日、ユニバーサルミュージック (日本)）[60]

## 映像作品
- step by step TMPV-7B （1986年04月01日、宝塚音楽出版）
- 愛の休日 TMPV-14B （1988年04月21日、宝塚音楽出版）
- 愛をあなたに TMPV-18（1988年、宝塚音楽出版）
- 新たなる出発（1991年8月7日、ポニーキャニオン）
- 剣幸 ON STAGE（1991年11月21日、ポニーキャニオン）
- テレビはメリーゴーランド（1993年、アール・コミュニケーションズ）

## 書籍
- メリーゴーランドのように（1992年10月25日、東宝映像事業部）ISBN 4-924609-41-2